# 박주영 (골프 선수)
박주영(朴柱映, 1990년 10월 24일 ~ )은 대한민국의 골프 선수이다.

## 경력
한영외국어고등학교, 명지대학교를 졸업했으며 골프 선수인 박희영의 여동생이기도 하다. 어린 시절에는 육상 선수로 활동했지만 중학교 2학년 시절부터 아마추어 골프 선수로 활동했다. 2005년에 골프계에 입문했고 2007년에는 KLPGA 퀄리파잉 스쿨에서 3위를 차지했다. 2008년에 프로 골스 선수로 전향했고 하나금융그룹 골프단, 호반건설 골프단, 동부건설 골프단 소속으로 활동했다.
2013년 10월에 열린 LPGA 하나외환 챔피언십에서 톱10에 올랐으며 2014년 4월에 열린 KLPGA 투어 넥센·세인트나인 마스터즈에서 3위를 기록했다. 2014년 12월에 열린 LPGA 퀄리파잉 스쿨에서 공동 11위를 기록하면서 LPGA 투어 참가 자격을 획득했고 2016년 KLPGA 투어 제주 삼다수 마스터스에서 2위를 차지했다.
2018년 9월에 열린 KLPGA 투어 올포유 챔피언십에서 2위를 차지했고 2019년 4월에 열린 KLPGA 투어 롯데렌터카 여자 오픈, 2019년 8월에 열린 KLPGA 투어 하이원리조트 여자 오픈에서 3위를 차지했다.